# TREVI
TREVI was een netwerk - of forum - bestaande uit ambtenaren van de ministeries van Binnenlandse Zaken en Justitie van de landen van de Europese Gemeenschap opgericht tijdens de Europese Raad op 1-2 december 1975 in Rome. Het werd opgenomen in de derde pijler van de Europese Unie middels het Verdrag van Maastricht in 1992 en hield daarmee op te bestaan.
In sommige (Franse) literatuur wordt wel aangegeven dat TREVI het acroniem was van Terrorisme, Radicalisme, Extrémisme et Violence Internationale hetgeen geen waarschijnlijke verklaring is, gelet op het Britse initiatief dat leidde tot het opzetten van dit netwerk. Een andere verklaring is als volgt: de eerste TREVI-bijeenkomst vond plaats in Rome, waar ook de beroemde Trevifontein staat, en de eerste voorzitter van het forum was een Nederlander genaamd  Fonteijn.
Het opzetten van TREVI werd ingegeven door een aantal terroristische aanslagen in het begin van de jaren zeventig in Europa, met name het gijzelingsdrama tijdens de Olympische Zomerspelen van 1972 in München. De onmogelijkheid van Interpol in die tijd om de Europese landen effectief te assisteren bij hun strijd tegen het terrorisme leidde tot het inzicht dat men de onderlinge samenwerking moest versterken. Hoewel TREVI in het begin dus voornamelijk gericht was op het tot stand brengen van coördinatie van terrorismebestrijding tussen de verschillende deelnemende overheden, groeide dit uit tot samenwerking op diverse andere terreinen met betrekking tot grensoverschrijdende politiesamenwerking tussen de leden van de Europese Gemeenschap.